# 나가오카 공습
나가오카 공습(일본어: 長岡空襲 나가오카구슈[*])는 1945년 8월 1일 일본 본토 공습의 일환으로 진행된 미군의 나가오카시 야간폭격이다. 이 폭격으로 나가오카 시의 65.5%에서 80%가 완전 파괴되었다.

## 배경
일본 나가오카 시는 지역 상업 중심지이자 일본물리화학연구소 지역 연구소 거점지 중 하나였다. 1945년 기준 인구는 67,000명 정도였다. 또한, 나가오카 시는 진주만 공격을 지시한 일본군 제독인 야마모토 이소로쿠의 고향이기도 하였고, 화학 실험실을 짓기 시작하자 본격적으로 폭격 목표가 되었다.

## 공습
나가오카는 1945년 7월 26일 처음으로 공습을 받았다. 이 도시는 1945년 7월 말 미국 육군 항공대 제509혼성편대가 히로시마와 나가사키의 원폭 투하를 위한 전술 연습을 할 10개 도시 중 하나로 지정되어 폭격을 받을 예정이었다. 이 폭격엔 호박탄으로 무장한 보잉 B-29 슈퍼포트리스 2-6기 소편대가 작전을 수행할 예정이었다. 509혼성편대는 나가오카에 대한 소규모 공격의 결과에 대해 '괜찮은 편'이었다고 평가했다.
7월 27일-28일 밤, B-29 폭격기 편대가 나가오카를 포함한 10개 도시에 전단지를 투하하였고, 민간인에게 공습 직전 피난하라고 경보했다. 이 전술로 폭격 작전의 심리적 영향이 커졌다.
1945년 8월 1일 나가오카 대공습이 시작되었다. 오후 10시 30분경 시작된 폭격은 제313항공사단 소속 B-29 폭격기 125기가 소이탄 163,000개 925t을 투하했다. 이 공습은 1시간 40분동안 계속되었다. 도시는 폭격으로 심각한 피해를 입었지만, 그 파괴 수치에 대해서는 학자마다 의견이 갈린다. 1953년 미국 육군 항공대가 발간한 전략폭격분석보고서에서는 시가지 65.5%가 파괴되었다고 분석했으며, 역사학자 리차드 B. 프랭크도 2001년 이 수치를 인용하여 분석했다. 하지만, 2016년 워싱턴 포스트 지에서는 나가오카의 80%가 파괴되었다고 분석했다. 총 사망자는 1,486명이었으며 이 중 아동도 280명 있었다. 나가오카 폭격 과정에서 미군측 피해는 없었다.
8월 1일 폭격으로 나가오카 외에도 도야마시, 미토시, 하치오지시도 폭격을 받아 심각한 피해를 입었다. 뉴욕 타임스 지에서는 이날 밤의 폭격이 그때까지 가장 많은 폭탄을 투하한 폭격으로 기록되었다고 말했다.

## 추모 및 유산
1951년 11월 나가오카역에 폭격 피해자를 추모하기 위한 청동상이 세워졌다. 이 청동상은 1996년 일본 평화숲 추모공원으로 이전했다.

## 같이 보기
- 제2차 세계 대전 기간의 전략폭격

## 추가 자료
- F. J. Bradley (1999년). 《No Strategic Targets Left. Contribution of Major Fire Raids Toward Ending WWII》. Turner Publishing. ISBN 1-56311-483-6.
- Wesley Craven; James Cate (1953년). 《The Pacific: Matterhorn to Nagasaki》. The Army Air Forces in World War II. Volume V. The University of Chicago Press. OCLC 256469807.
- Richard B. Frank (2001년). 《Downfall: The End of the Imperial Japanese Empire》. Penguin. ISBN 0-14-100146-1.

## 참고 문헌
- Kenneth P. Werrell (1996년). 《Blankets of Fire》. Smithsonian Institution Press. ISBN 1-56098-665-4.
- Conrad C. Crane (1994년). 《The Cigar that brought the Fire Wind: Curtis LeMay and the Strategic Bombing of Japan》. JGSDF-U.S. Army Military History Exchange. ASIN B0006PGEIQ.
- A. C. Grayling (2007년). 《Among the Dead Cities: The History and Moral Legacy of the WWII Bombing of Civilians in Germany and Japan》. Walker Publishing Company Inc. ISBN 0-8027-1565-6.
- Edwin P. Hoyt (2000년). 《Inferno: The Fire Bombing of Japan, March 9 – August 15, 1945》. Madison Books. ISBN 1-56833-149-5.
- Donald H. Shannon (1976년). 《United States air strategy and doctrine as employed in the strategic bombing of Japan》. U.S. Air University, Air War College. ASIN B0006WCQ86.
- Dennis Wainstock (1996년). 《The Decision to Drop the Atomic Bomb》. Greenwood Publishing Group. ISBN 0-275-95475-7.